# 구연수
구연수(具然壽, 1866년 10월 8일 ~ 1925년 5월 6일)는 조선과 대한제국의 군인, 관료, 정치인으로 을미사변 관련자이자 을미사변 당시 조선인 출신 고위 협조자의 한사람이며 일제강점기에 경찰 간부를 지냈다. 친일파 송병준의 사위이기도 하다. 본관은 창원이다.

## 생애
을미사변 당시 훈련대 제2대대 소속으로 제2대대장 우범선의 부하로 일본인 낭인들의 안내에 협조했다.
1884년 4월 도쿄센슈보통중학교 중학과에 입학해 1886년 4월에 졸업 후 그해 7월 도쿄제국대학 공예학부 채광급야금학과에 입학해 1892년 8월 졸업했다. 도쿄제국대학 재학 중 아키타현에 있던 광산학교에 입학해 1892년 졸업했다.
1892년 10월 귀국 후 11월 광무국 주사로 임명되고 1984년 6월 공무아문 주사, 1895년 4월 농상공부 광산국 기사가 되었다.
1895년 을미사변 당시 살해된 명성황후의 시체에 석유를 뿌려서 불태우는 작업을 감독했던 것으로 알려져 있다. 사건 후 같은 을미사변 관련자들인 이두황, 우범선 등과 함께 체포령을 피해 일본으로 피신했다. 처음에는 히로시마, 교토로 도망쳤다가, 명성황후 시해 주범인 미우라 고로 등이 석방되어 일본으로 돌아오자 도쿄로 이동하여 일본 정부의 비호 아래 망명 생활을 하였다. 1896년 4월 농상공부 광산국 기사가 되었다. 그러나 다시 그는 일본으로 건너갔다.
1904년 4월 중순 고종은 주한일본국공사관에 조선인 출신 정치적 난민 신청자 중 구연수, 박영효, 유길준, 장박, 조희연, 이두황, 이진호, 권동진, 정란교, 이규완, 이범래, 신응희 등 14명을 일본에서 추방하고, 나머지 다른 망명객은 송환할 것을 요청하였다. 주한일본공사는 4월 14일 일본 외무대신에게 보고했는데 일본 정부에서는 이들의 송환을 거절하였다.
1906년 한성부에 통감부가 설치되고 이듬해 대한제국 순종의 즉위로 특사가 단행되면서 명성황후 시해범들도 사면되었다. 귀국한 그는 통감부 경시, 조선총독부 경무관, 경무국 칙임사무관에 차례로 임명되었다. 경찰 최고 직급인 경무관에 임명된 조선인은 구연수 외에 아직까지 알려진 인물이 없어, 일제의 강한 신임을 얻은 것으로 추정된다. 조선총독부 중추원 참의도 지냈다.
1907년 7월 헤이그특사 사건 후 이토 히로부미의 사주를 받은 송병준의 명령으로 일진회 회원 300여 명을 동원하여 왕궁을 포위하고 시위를 벌여 고종을 퇴위시키는 데 앞장서 이 공로로 경무사로 발탁되었다.
1910년 10월 조선총독부 경무총감부의 유일한 조선인 경무관으로 임명되었다. 1923년 4월 경무국 사무관을 퇴직한 후 조선총독의 자문기구인 중추원의 칙임관 대우 참의에 임명되었다.

## 사후
- 2002년 발표된 친일파 708인 명단과 2008년 민족문제연구소에서 친일인명사전에 수록하기 위해 정리한 친일인명사전 수록예정자 명단의 중추원, 경찰, 친일단체 부문에 선정되었으며, 친일반민족행위진상규명위원회가 발표한 친일반민족행위 705인 명단에도 포함되었다.

## 가족 관계
- 장인 : 송병준, 을사오적
- 부인 : 송씨 - 송병준의 딸
  - 아들 : 구용서, 한국은행 초대 총재

## 같이 보기
| - 임오군란 - 을미사변 - 한일합방 - 명성황후 - 흥선대원군 - 유길준 - 이준용 - 고영근 | - 을사오적 - 조선총독부 중추원 - 미우라 고로 - 오카모토 류노스케 - 이토 히로부미 - 구용서 - 송병준 - 이완용 | - 이주회 - 이진호 - 이두황 - 우범선 |

## 참고 자료
- “‘친일인명사전’ 주요인물과 행적”. 한겨레(연합뉴스 인용). 2005년 8월 29일. 2008년 3월 23일에 확인함.
- “초대 韓銀.産銀총재는 `매국노' 송병준의 외손자”. 연합뉴스. 2004년 8월 22일.
- 친일인명사전편찬위원회 (2009). 《친일인명사전》. 187쪽.